# Església de Santa Maria (la Palma d'Ebre)
Santa Maria o de la Mare de Déu del Roser és una església a la Placeta Romànica, al bell mig del nucli antic de la població de la Palma d'Ebre (Ribera d'Ebre) catalogada a l'Inventari del Patrimoni Arquitectònic de Catalunya.

## Arquitectura
Edifici d'una sola nau amb capelles laterals i absis semicircular capçat a llevant. La nau està coberta per una volta apuntada dividida en tres tramades per dos arcs torals apuntats, que descansen sobre columnes adossades als murs laterals. Les columnes estan coronades per capitells decorats amb motius vegetals i antropomorfs, un d'ells restituït. L'absis està cobert per una volta ametllada i presenta una cornisa motllurada que recorre la conca absidal. Les capelles laterals estan cobertes per voltes de canó i s'obren a la nau mitjançant arcs de mig punt adovellats amb les impostes decorades, tot i que algunes han estat restituïdes. La capella de l'extrem sud-est presenta una volta de creueria amb diverses claus de volta, profusament decorada. L'arc former d'accés a la capella presenta tot el dovellatge decorat i està emmarcat per dues columnes estriades amb basament i capitells vegetals, que sostenen un fris també decorat, rematat per un frontó triangular amb una orla al centre datat dins del segle xvii. En aquest sentit, l'arc d'accés a la capella situada al nord-est té la clau gravada amb l'any 1659. La sagristia, situada al costat de l'absis i amb accés des de la capella sud-est, està coberta per una volta rebaixada bastida amb maons pintats. La il·luminació del temple es fa mitjançant una finestra de doble esqueixada situada al fons de l'absis i una finestra de mig punt probablement restituïda, situada a la capella sud-est. La façana principal, orientada a ponent, presenta un portal d'accés d'arc de mig punt adovellat amb els brancals restituïts. Damunt seu hi ha dues finestres d'arc d'inflexió i doble esqueixada, estretes i força allargades. El parament està coronat per una cornisa motllurada. A la banda de tramuntana del parament hi ha el campanar, de planta quadrada i execució posterior, amb la coberta piramidal i obertures d'arc de mig punt bastides amb maons i pedra. L'exterior de l'absis està coronat per una cornisa motllurada sostinguda per mènsules.
Majoritàriament, el temple està bastit amb carreus de pedra ben desbastats, disposats en filades regulars. El campanar presenta el parament arrebossat, amb les cantonades de pedra vista.

## Història
L'església vella o antiga parròquia és dedicada a la Mare de Déu del Roser i resta sense culte. És un edifici romànic, de la fi del segle xii o primeria del xiii. La primera documentació escrita que es troba data de 1279 i 1280 on es registra la dècima papal recaptada a la diòcesi. L'any 1314 fou visitada pel bisbe de Tortosa Francesc de Paolac.
La capella del costat esquerre del creuer és renaixentista i data del 1556. L'altra capella es construí el 1661 amb guix sobreposat i treballat amb clares influències barroques.
El temple va ser tancat al culte vers el 1823. Quan es construí la nova església va restar sense culte i serví d'escoles, jutjat i escorxador així com de sopluig a gitanos.
Gràcies als Amics de l'Art Vell, dirigits per l'arquitecte Cèsar Martinell, va ser restaurada els anys 1932 i 1934. Els treballs consistiren a alliberar l'interior dels afegits que la desfiguraven, consolidar les estructures i refer la finestra de la façana de ponent.